# Joseph Duveen

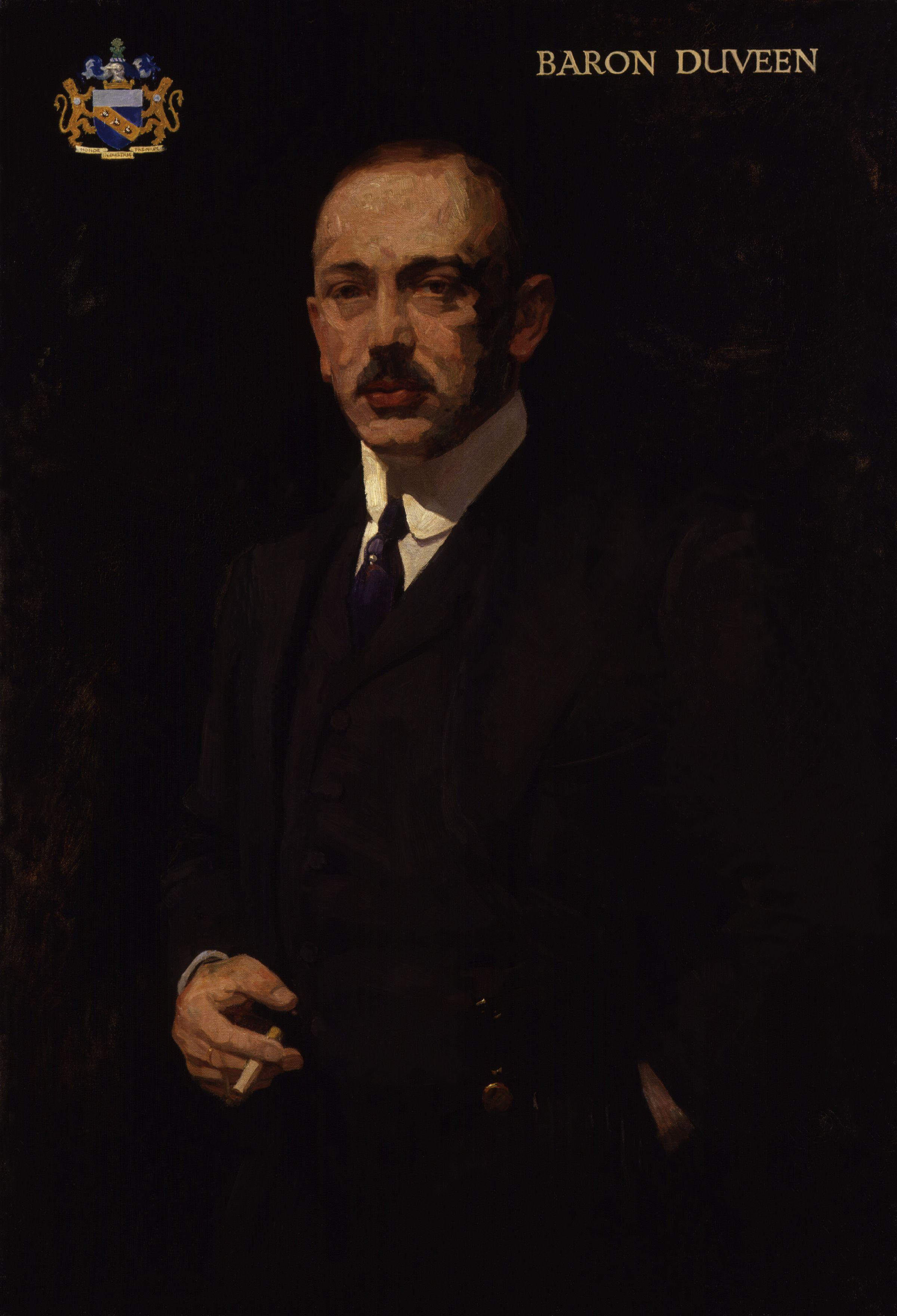
Isaac Israëls Joseph Duveen, National Portrait Gallery (Londra)

Joseph Duveen (Kingston-upon-Hull, 14 ottobre 1869 – Londra, 25 maggio 1939) è stato un mercante di opere d'arte inglese.

## Biografia
Mercante d'arte tra i più ricchi del Novecento, Joseph Duveen, figlio del sensale olandese Joseph Joel Duveen, si rese conto che i grandi capitali accumulati negli Stati Uniti, dai miliardari del petrolio, dell'acciaio, dei grandi magazzini, della finanza, potevano essere impiegati per acquistare opere d'arte di maestri europei. Egli mise insieme una collezione di opere d'arte, acquistandole direttamente da aristocratici europei depauperati delle loro sostanze, oppure da aste.
Iniziò a viaggiare soprattutto in Italia, in Francia, in Inghilterra, più tardi in Russia, acquistando dipinti che rivendeva in America: diede così inizio ad un collezionismo che oltre Oceano era praticamente inesistente o che era, scarsamente, interessato a dipinti della scuola di Barbizon. Trattava la vendita anche di arazzi e tappeti, di mobili, di porcellane, di argenterie, di armature; ma penalizzò i dipinti europei dell'Ottocento.

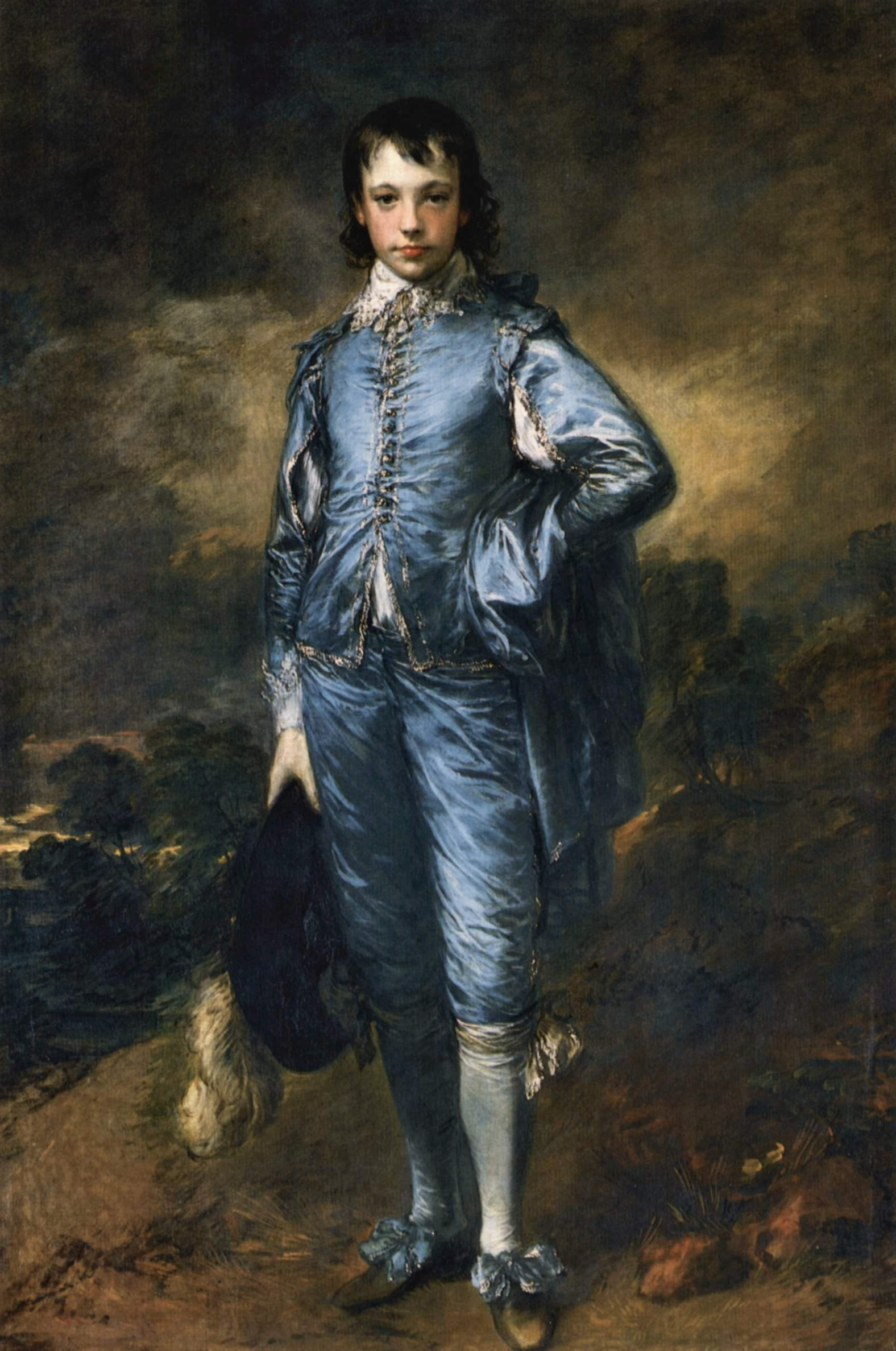
Thomas Gainsborough - Il ragazzo in azzurro (Huntington Library, San Marino, California)

Nel 1906 prese accordi con lo storico dell'arte Bernard Berenson, in grado di fare da collegamento con famiglie nobili, di selezionare le opere di pregio da acquistare e di stenderne le autentiche. Duveen prese contatti anche con Wilhelm Bode, esperto dell'opera di Rembrandt Nel 1907 l'architetto René Sergent (1865-1927), ispirandosi al disegno del Petit Trianon di Versailles, realizzò per Duveen una galleria per l'esposizione e la vendita, in place Vendôme, a Parigi.
Tra i facoltosi clienti americani di Duveen: Henry Clay Frick, William Randolph Hearst, J. P. Morgan e John D. Rockefeller. Su sue indicazioni, il banchiere Edward Stotesbury arredò con mobli antichi la sua fastosa residenza negli Stati Uniti. Nel 1921 Joseph Duveen vendette Il ragazzo in azzurro di Thomas Gainsborough a Henry Edwards Huntington. Promosse la realizzazione della National Gallery of Art a Washington e donò nel 1926 alla Francia Le Violon, dipinto post-impressionista di Georges Dufrénoy. Non riuscì mai a vendere qualcosa ad Henry Ford.
Per le donazioni di opere d'arte a musei inglesi e per le opere filantropiche, nel 1927 fu nominato baronetto e nel 1933 ebbe il titolo di lord Duveen di Millbank.

## Controversie
A quindici anni dalla morte uscì a puntate una biografia, scritta da Samuel Nathaniel Behrman, che svelava alcuni retroscena dell'attività commerciale di Duveen. Inesistente fu la protezione delle opere d'arte che varcano le frontiere europee e poi l'Oceano, senza che nessuno si opponesse; nessuna protezione efficace per gli acquirenti, poiché alcuni dipinti risultarono poi falsi; nessuna valida opposizione di critici dell'arte alla miopia sugli autori ottocenteschi, contro i quali Duveen promosse un'abile campagna di disinformazione. La componente fondamentale per il suo successo era stata l'assoluta certezza delle sue opinioni in materia di arte.